# Auxais

Auxais este o comună în departamentul Manche, Franța. În 1 ianuarie 2022 avea o populație de 173 de locuitori.